# Nathan George Evans
Nathan George "Shanks" Evans (Marion megye, Dél-Karolina, 1824. február 3. – Midway, Alabama, 1868. november 23.) a West Point katonai akadémián végzett hivatásos katonatiszt volt. Szolgált az Egyesült Államok hadserege 2. lovassági ezredében századosi rangig emelkedve, majd az amerikai polgárháborúban az Amerikai Konföderációs Államok dandártábornoka lett. A háború elején agresszív csapatparancsnokként szerzett hírnevet, de az alkohol iránti vonzalma és gyenge interperszonális képességei azonban dandárparancsnoki beosztásnál magasabbra alkalmatlanná tették és bírósági ügyekké fajuló nézeteltérései beosztottaival és feletteseivel véget vetettek harctéri szereplésének. Tiszti karrierje a polgárháború után véget ért, s megélhetését iskolaigazgatóként biztosította. 2002-ben publikált családi levelezése egy másik oldalát mutatja, a szüleit, testvéreit, feleségét, gyermekeit és még távolabbi családtagjait is teljes szívéből szerető embert. 44 évesen, egy súlyos közúti baleset szövődményei következtében halt meg.

## Ifjúsága
Evans a dél-karolinai Marionban született, Thomas és Jane Beverly Evans harmadik fiaként. Keresztapja David E. Twiggs, későbbi tábornok lett. A házaspár első két gyermeke, Chesley Daniel 1817-ben, Thomas Andrew 1822-ben született. Az apa tehetős kereskedő volt és egyike a környék első gyapotültetvényeseinek. Az 1837-es gazdasági krízis igen súlyosan érintette és kis híján teljesen tönkrement a gyapotárak esése miatt. Gazdasága sohasem tért teljesen magához a csapásból. 1833-tól 1840-ig az állami szenátus tagja volt. Az Evans házaspárnak további nyolc gyermeke született, Beverly Daniel 1826-ban, Alfred 1829-ben, James 1831-ben, Asa Louis 1834-ben, William Edwin 1835-ben, Mary Jane 1837-ben, Sarah Jane 1840-ben és Woodson 1842-ben. Thomas Evans azonban 1841-ben pleuritist kapott, mely gümőkórrá fajult és 1845-ben meghalt. Az ültetvény menedzselését Nathan édesanyja vette át és nagy energiával igazgatva sikerült jó oktatást biztosítania fiai számára. Nathan már 18 éves kora előtt végzett a Randolph-Macon főiskola hallgatójaként a Virginia állambeli Boydtonban.

## A West Point és katonai szolgálata az Egyesült Államok hadseregében
Ezután megkapta apja barátjától, John C. Calhountól ajánlását a West Point katonai akadémiára, melynek alapján 1844-ben felvették kadétnak. Beceneve a karókat, vagy pálcikákat jelentő Shanks lett, mert iksz alakú lábai igen vékonyak voltak. Rákövetkező évben édesapja belehalt a tuberkulózisba, ami nagyon lesújtotta. A négy idősebb Evans fiú, Chesley, Thomas, Nathan és Beverly édesanyjuknak adományozta a birtok rájuk eső részét, annak érdekében, hogy húgaik és öccseik jövője és oktatása biztosítva legyen. A fiúk áldozatának és anyjuk tehetségének köszönhetően a család anyagi helyzete javult és Jane a legjobb főiskolákra küldte gyermekeit. Nathan tanulmányi eredménye csak arra volt elég, hogy a West Point hírhedten sokat követelő oktatásában a négy évfolyamot el tudja végezni. 57 fős évfolyamából 19 kadétnak ez sem sikerült. Társai között volt Grumble Jones, John Buford és Walter H. Stevens mindannyian tábornoki rangfokozatra emelkedtek később. 1848-ban a 38 főre fogyatkozó évfolyama 36. eredményét elérve végzett.
1848. november 11-én jelentkezett szolgálatra a missouri Jefferson Barracksban. 1849 januárjában áthelyezték a kansasi Fort Leavenworth erődbe és a nyugati határvidéken szolgált hadnagyi rangban a 2. dragonyosezrednél. Az 1848-as kaliforniai aranyláz miatt telepesek tömege haladt keresztül a Mexikótól nemrégen elcsatolt, óriási kiterjedésű területeken. Az ellenséges indiántörzsek folyamatos támadásai miatt a telepeskaravánok a hadsereg védelmét kérték. A hadsereg szétszórta lovasságát a nyugat teljes szélességében, így pl. Evans 1849-ben a Sziklás-hegységnél állomásozott. 1850 januárjában Fort Leavenworth szállásmesterévé nevezték ki és áprilisig egyben az erőd hadsegédi pozícióját is ő töltötte be. Júniusban naplóbejegyzése tanúsága szerint első ízben szerelmes lett egy meg nem nevezett hölgybe, akivel csókot váltottak. 1850. július 8-án áthelyezték az Új-Mexikóban levő Socorro-erődbe, ahol hírnevet szerzett magának az indiánok elleni harcokban. A határvidék ekkoriban lényegében folyamatos hadiállapotban élt az indián rajtaütések és portyák miatt. 1852. január 24-én részt vett az apacsok ellen vívott ütközetben Jornada del Muerto sivatagában.
1856 nyarán a Texasi adminisztrációs hivatalt Albert Sidney Johnston ezredes vezette. Evans állomáshelyének irányítását, a Cooper-tábort William J. Hardee őrnagytól Robert E. Lee alezredes vette át. Texasban és az oklahomai Indián Területeken a komancsok elleni harcok után 1856. május 1-jén előléptették századossá. Ugyanebben az évben öccse, William Edwin Evans lediplomázott a West Pointon. 1857. szeptember 24-én századát vezetve a Brazos folyó forrásvidékénél ellenséges indián erőkkel ütközött és szalasztott meg. Keresztapja, Twiggs tábornok doktrínaváltást sürgetett az indiánok elleni harcban, mely idáig főképpen védelmi jelleggel folyt. Twiggs javaslata támadóportyák indítása volt, mivel minden jel arra mutatott, hogy a komancsok és szövetségeseik elleni általános indián háború fog kitörni. Augusztusban komancs, apacs és csejenn harcosok gyülekeztek a Canadian River menti Antelop Hills közelében és a csaktó indiánok elleni támadásokat hajtottak végre lovak rablása céljából, valamint a Rio Grande vidékén portyáztak. A változtatást elfogadták, a 2. lovassági ezred támadóportyákra indult. 1858. október 1-jén a Wichita faluban vívott ütközetben Evans kézitusában megölt egy Iruquois nevű, ismert főnököt, majd egy indián zászlótartót revolverével lelőve elragadta a fekete és fehér sastollakkal és vörös vásznú lobogójukat. Ezért a tettéért a Dél-Karolinában ünnepelve fogadta a kiállított zászlót csodáló közönség és a törvényhozás díszkardot adományozott neki.
1859-ben nagynénje meglátogatása közben megismerte, eljegyezte és 1860-an feleségül vette Ann Victoria Gary-t, dr. Thomas R. Gary és Mary Ann Porter Gary leányát Abbeville megyében. 1860. március 22-én összeházasodtak, ahol tanúja Barnard E. Bee százados volt, west pointi barátja. Az újdonsült házasok Texasba utaztak, Evans akkori állomáshelyére.

## Az amerikai polgárháborúban

### Dél-Karolinában és Virginiában
Dél-Karolina elszakadása után leszerelt az Egyesült Államok hadseregéből. Közvetlen parancsnoka ekkor Robert E. Lee ezredes volt, a Konföderáció későbbi tábornagya. 1861. január 29-én Evans eltávozásra ment és a hadügyminisztériumba írt levelében benyújtotta leszerelési kérelmét. Ugyanazzal a postával írt Francis W. Pickens dél-karolinai kormányzónak és felajánlotta szolgálatait. Samuel Cooper főhadsegéd 1861. február 27-én aláírta a leszerelési kérelmet. Ezután az alabamai Montgomerybe utazott és 1861. február 27-én őrnagyi rangban belépett a dél-karolinai milíciába. Eközben 1861. március 14-én megszületett első gyermeke, Nathan George Jr. Richard G. M. Dunovant dandártábornok, Dél-Karolina milíciájának parancsnoka mellett főhadsegédként szolgált Fort Sumter ostrománál és parancsnoka elégedett volt vele. Ezután Dunovant és P. G. T. Beauregard ajánlásai nyomán századosként a konföderációs hadsereg kötelékébe lépett, a lovasság fegyverneménél. Május 20-án előléptették őrnagynak és Virginiába vezényelték. Beauregard a 4. dél-karolinai gyalogezred vezetésével bízta meg, mellyel Leesburg védelmét kellett megerősítenie.
Evans a Frying Pan Church-i előretolt állásokban levő, Chatham R. Wheat őrnagy vezette 1. louisianai speciális zászlóaljat egyesítette parancsnoksága alatt a 4. virginiai gyalogezreddel, két századnyi lovassággal és egy ütegnyi tüzérséggel. Dandárerejű egységének vezetéséhez magasabb rangfokozat volt szükséges, ezért ideiglenesen ezredesnek nevezték ki. Evans járőrözést és csapdaállítást rendelt el csapatainak. Július 15-én Washingtontól kb. 25 km-re északnyugatra, Seneca Fallsnál lesből megtámadták a Potomac-folyón átkelni igyekvő szövetségi katonák egy csoportját és három katonát megöltek közülük. Július 16-án Evans parancsot kapott, hogy előretolt állásából vonuljon vissza és csatlakozzon P. G. T. Beauregard dandártábornok hadseregéhez a Bull Run patak mentén, annak is a balszárnyán. Evans temperamentuma és az alkohol iránti szenvedélye állandó személyes nézeteltérésekhez vezetett kollégáival és feletteseivel szemben, végső soron megakadályozva karrierje kiteljesedését. Katonái lerészegedését nem tűrte meg, de a Potomactől való visszavonulás idején a hátrahagyott és felégetni szándékozott javak között whiskey-t nem hagyott hátra, hanem felpakoltatta a szekerekre. Július 18-án Irvin McDowell próbatámadást indított az Evans állásaitól délre található gázlóknál és a konföderációs állásokat túl erősnek találva a következő támadást az ellenség balszárnya ellen akarta végrehajtani.

### A Bull Run-i csatában

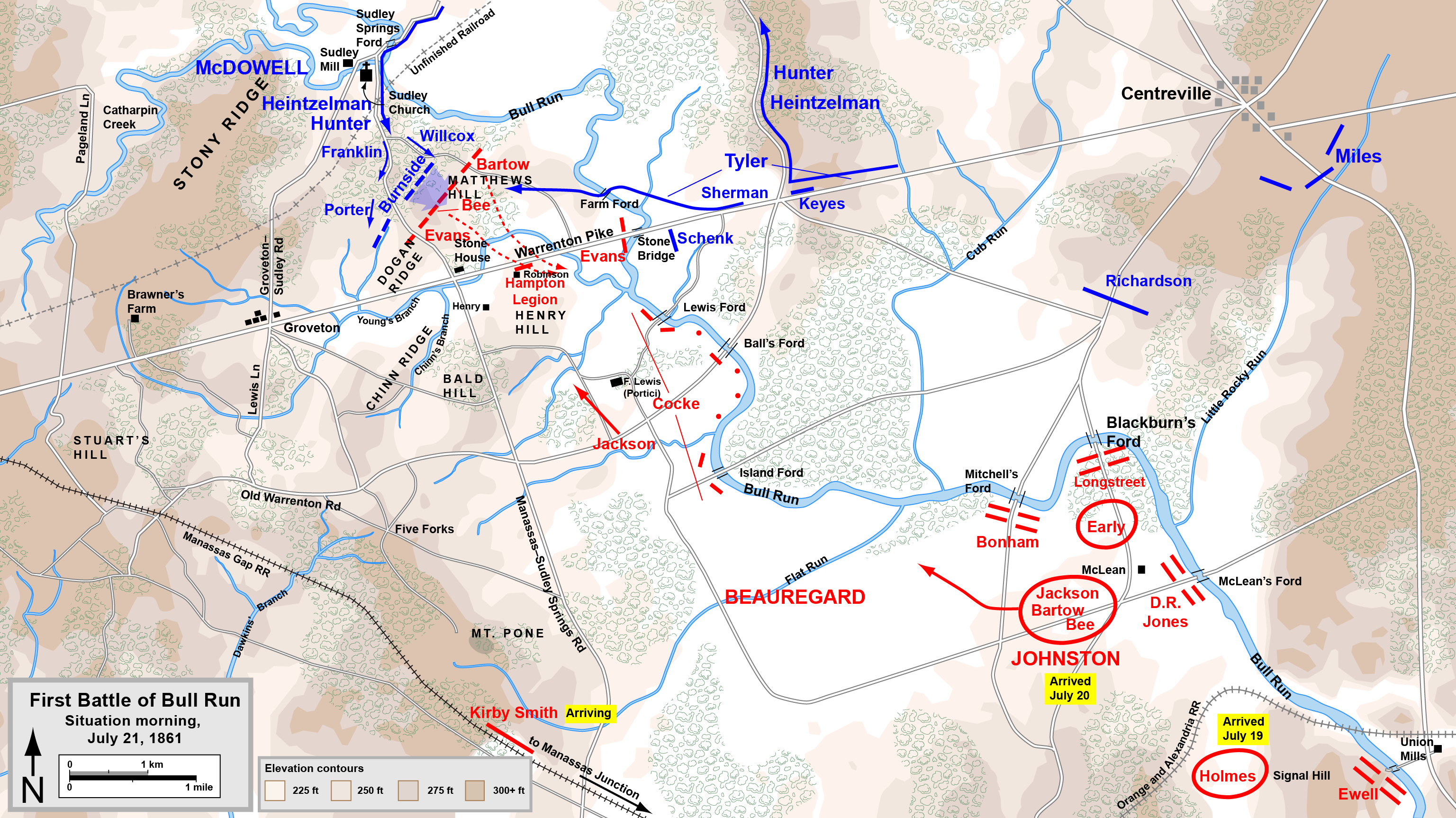
1861. július 21-e, a Bull Run-i csata hajnali óráinak térképe.

1861. július 21-én két ezredbe szervezett kb. 1100-1300 főt kitevő fél-dandárjával részt vett az első bull run-i csatában. Hajnalban az uniós haderő megkísérelt a konföderációs balszárny mögé kerülni. A teljes támadóerő körülbelül 20 000 főre rúgott, mellyel szemben Evans apró dandárja állt szemben. Evans emberei egy részét a kőhídnál átkelni igyekvő Daniel Tyler-féle hadosztályból való dandár feltartására irányította, de gyanakodni kezdett, hogy Robert C. Shenck dandártábornok gyenge támadása elterelő művelet lehet. Edward Porter Alexander százados jelzőtiszt zászlójelei alapján Evans tudomást szerzett róla, hogy állásait bal felől megkerülés fenyegeti. Evans négy századát a kőhíd védelmére hagyta hátra, és további 11 századot, kb 900 katonáját sietve a hídtól északnyugat felé eső, Matthews domb lankáira vezette. Szándékáról értesítette Philip St. George Cocke ezredest és Beauregard-t.
A dombon a 4. dél-karolinai ezred foglalt állást balra, az 1. louisianai ezred pedig jobbra. Evans Wheatnek adta a parancsnokságot és lelovagolt a dombról, hogy George Davidson hadnagy tüzérségének elhelyezkedését ellenőrizze. Wheat őrnagy Buhoup százados vette át és még előrébb vezette. Wheat az állásokat alig pár percig tudta tartani. Reggel fél tízre Tigriseit Ambrose E. Burnside dandártábornok erejét képező rhode islandi katonák kiverték a Matthews domb tetejéről. Az uniós és a konföderációs tüzérség lőni kezdte egymás ütegeit, melytől 10 órára a Matthews-domb teljesen füstbe burkolózott. Ekkor Wheat a füst leplét kihasználva megpróbálta visszafoglalni a Matthews-dombot. A 2. Rhode Island-i ezred mellé felzárkózott az egész Burnside dandár és visszaverték a próbálkozást. Az Andrew Porter dandár megérkeztével már kb. 5000-ren voltak, így Evans csapatai immár ötszörös túlerővel néztek szembe. Wheat súlyosan megsebesült, de ez időt adott rá, hogy Barnard E. Bee dandártábornok támogatásukra küldje két ezredét. Másik két ezredét Francis S. Bartow ezredes vezényelte utánuk is segítséget kért és az így összegyűlt kb. 2800 katona sikeresen visszatartotta Samuel P. Heintzelman dandártábornok egész hadosztályának kísérletét a Bull Run déli ágán való átkelésre. Azonban csatlakozott a támadáshoz David Hunter hadosztálya is és Tyler másik dandárparancsnoka, William T. Sherman ezredes áttört az kőhídon, hátba támadva a matthews-dombi állás jobbszárnyát. Burnside és George Sykes őrnagy elölről jövő támadásai és Sherman hátulról érkező támadása miatt a védelem 11:30 körül összeomlott és a katonák rendezetlenül özönlöttek vissza délre, a Henry House domb felé.
A menekülést segítette, hogy John D. Imboden százados négy lövege és Wade Hampton III dél-karolinai lovassága fedezte a visszavonulást. A Henry House dombon Thomas J. Jackson dandártábornok virginiai dandárja, Wade Hampton III és Jeb Stuart ezredesek lovassága segített megfékezni a menekülést és újra csatasorba állítani a katonákat. Evans, Bee és Bartow dandárja súlyos veszteségeket szenvedett a harcban és végső soron megfutott, de ellenállása időt biztosított parancsnokainak, Joseph E. Johnston és Beauregard tábornagynak, hogy személyesen mérjék fel a helyzetet, erősítéseket küldjenek és sikerrel koncentrálják a hadsereget. Az uniós támadás elakadt a Henry House dombon megerősödő ellenállásban. A déli ellentámadás 16:00-kor megszalasztotta az ellenséget és kivívta a háború első nagyobb méretű ütközetében a déli győzelmet. Evans és Bee szétszórt egységei részt vettek a rohamban, melynek folyamán Bee elesett; tiszteletére Evans 1864-ben megszületett harmadik fiát Barnard Bee Evans névre keresztelte.
Evans a harc sűrűjébe tartózkodva mindenhol jelen volt, őt pedig hadsegédje követte szorosan, aki barrelitának nevezett kis hordójában Evans kedvenc whiskyjét cipelte a hátán. Evans fél-dandárja 20 halottat és 129 sebesültet vesztett az ütközetben. Beauregard méltatta „rettenthetetlen magatartását és rendíthetetlenségét” és „páratlan kitartását”.

### Leesburg, a Potomac-folyó mentén
1861. július 25-én Beauregard átszervezte a hadsereget. Evans felmorzsolódott 7. dandárját három mississippi és egy virginiai ezredből alakították újjá. Samuel Cooper tábornagy, a Konföderáció főszállásmestere július 26-án táviratot küldött Beauregardnak, utalva rá, hogy Evansnek esetleg magasabb rangot is adhatnak. Beauregard figyelmen kívül hagyta, megerősítette Evans addigi ideiglenes ezredesi beosztását azzal a megjegyzéssel, hogy ennek birtokában jogosult dandárja vezetésére. Evans már július 11-én írt egykori parancsnokának, Lee-nek előléptetést kérve, mivel több olyan nála magasabb rangra emelkedő tisztet és tábornokot látott, akinek semmiféle katonai tapasztalata nem volt. Lee két hétig nem tudott válaszolni a levelére, majd közölte, hogy nem sikerült kieszközölnie az előléptetést.
1861. augusztus 11-én Evans négy ezredét, két lovassági századát és richmondi ágyúütegét Leesburgbe vezényelték. Azt a feladatot kapták, hogy a Potomac folyó Washington feletti részének gázlóit ellenőrizzék. Leesburg környékén lehetett élelmet gyűjteni és a lakosság is barátságosan viszonyult a konföderációs katonákhoz. 1861. szeptember 3-án Evans édesanyja marioni házukban meghalt egy szerencsétlen balesetben. Egyik rabszolgája ácsként dolgozott a tetőn és ledobott egy deszkát, amely éppen fejen találta az asszonyt és azonnal megölte. A balesetért a négert nem vonták felelősségre, de az úgy megrendült, hogy az elmondások szerint elvesztette ép elméjét. Shanks Evanst is leverte a gyász, de állomáshelyét nem hagyta el.
Evans rendszeresen gyakorlatoztatta dandárját és felépíttette a Leesburgöt védő, 100 méter hosszú, John Morris Wampler százados tervezte Evans-erődöt. A felbátorodott szövetségi hadsereg rendszeresen lőtte a konföderációsokat a Potomac túlpartjáról. Szeptember 25-én Beauregard arra figyelmeztette Evanst, hogy az ellenség fenyegető magatartást tanúsít és készüljön fel rá, hogy megtámadják, mely esetben harcolnia kell és jelenleg nem küldhetnek számára erősítést. Október 8-án Evans előléptetési kérelmére és a Mississippiből való ezredek áthelyezésének tervére reagálva Beauregard arról tájékoztatta Evanst, hogy Johnston és maga előléptetésre javasolta Evanst, melyet Richmondban még nem hagytak jóvá.

### Ball’s Bluff
1861. október 17-én Evans azt hitte, hogy az Alexandriától a Snickersville-i hágóig vezető Aldie-ba vezető úton északi katonai alakulatok közlekednek és ezért otthagyta állásait. Mikor erről George B. McClellan vezérőrnagy jelentésekből tudomást szerzett, felderítést parancsolt. Beauregard tábornagynak nem tetszett Evans elmozgása ezért a dandár október 19-én visszatért helyére és Leesburgtől keletre foglalt állást. Október 20-án McClellan utasította Charles P. Stone dandártábornok hadosztályát, hogy mutassa meg jelenlétét a konföderációs erőknek. Stone feltételezett déli állásokat lövetett ágyúival és egy kisebb egységnek átkelést parancsolt, mely azzal a falsnak bizonyuló hírrel tért vissza, hogy déli tábort látott a túlparton. Stone ezért Devens ezredesnek megparancsolta, hogy október 21-én támadják meg a tábort. Devens egysége Leesburg közelében átkelt a folyón, de nem találta meg a vélelmezett tábort. Evans az erődből észrevette, hogy az uniósok Ball’s Bluffnál és az Edwards kompnál is átkeltek, ezért Walter Jenifer alezredest négy századdal a járőrök támogatására küldte. Devens elővédharcokat vívott a 17. mississippi gyalogezred felderítőivel, majd Jenifer katonáival is és a harcról tájékoztatta felettesét. Evans délelőtt 10 órára meggyőződött, hogy Ball’s Bluff lesz az ütközet helyszíne és a 8. virginiai ezredet Eppa Hunton ezredes vezetésével Jenifer támogatására küldte. Virginiai katonái délben csatlakoztak Jeniferhez. Hunton az erdőben rohamra küldte katonáit, akik fél háromra ki is verték az ellenséget az erdőből és visszaszorították a magaslatra, de közben elfogyott a lőszerük, így Evanshez fordultak.
Stone Edward D. Baker ezredest, Lincoln elnök közeli barátjának kaliforniai dandárját küldte ki, hogy értékelje a helyzetet és vagy vonja ki az átkelt erőket, vagy erősítse meg őket a dandárjával a saját döntése alapján. Devens állását három támadás érte és Baker sietve elkezdte áthajózni kaliforniai katonáit a Potomac-folyón, hogy részt vegyen a harcban. Ehhez azonban csak négy kis hajó állt rendelkezésre. A részletekben érkező kaliforniaiak éppen csak szétbontakoztak, mikor délután 2-kor Devensnek elege lett és visszavonult előretolt állásából. Evans délután 3-kor a szélesedő ütközetet látva harcba küldte a 17. Mississippi gyalogezredet is.
Az egyenlő erők között a küzdelem órákon át tartott. Baker ezredest délután fél ötkor terítette le egy sortűz, mikor a 17. mississippi ezred koncentrált támadása megtörte az ellenállást. Milton Cogswell ezredes, a 42. New York-i gyalogezred parancsnoka vette át a parancsnokságot és a folyón lefelé akart kitörni a déliek gyűrűjéből az Edward kompállomás felé. Egy félreértés folytán azonban a New York-i ezred rohamra lendült a déli állások ellen, ami magával rántotta az egész szövetségi vonalat. A kísérlet a déli puskatűzben összeomlott és kudarca után Cogswell már nem gondolhatott egy újabb kitörésre, így elrendelte a visszavonulást a fennsíkról a folyópartra. Visszavonulni azonban nem volt hogyan. A négy apró hajó mindegyike elsüllyedt a rámászó katonák súlyától, vagy megsérült és elsodorta magával a folyó. A déliek tüzében a szövetségi katonák úszva próbáltak menekülni és sokan megfulladtak. Este hat után még ellenálltak a parton csapdába esettek, de sötétedés után hamarosan megadták magukat. A hadsereg több mint 500 foglyot ejtett, 1500 puskát, 3 ágyút és ellenséges zászlókat zsákmányolt. Evans jelentése a szövetségi veszteséget duplájára becsülte a tényleges kb. 930 fő halott, sebesült és eltűnttel szemben. Evans a győzelemért dandártábornoki előléptetést kapott. A Konföderációs Kongresszus és Dél-Karolina törvényhozása köszönetét fejezte ki Evansnek és arany emlékéremmel ajándékozta meg.

### Dél-Karolina partjainak védelme
1861 novemberében a szövetségi hadsereg a Port Royal ostroma után partra szállt Dél-Karolinában, ezért Davis megalakította a Dél-Karolina, Georgia és Florida adminisztrációs hivatalt, melynek élére Lee tábornagyot helyezte. Francis W. Pickens kormányzó a emellett az agilis harctéri parancsnok hírében álló Evans áthelyezését kérte, melyet Davis november 29-én engedélyezett. Evans 1861. december 18-án jelentkezett szolgálatra Dél-Karolinában. Lee a Charlestontól délre fekvő 3. dél-karolinai katonai körzetének parancsnokává nevezte ki. Irányítása alá két újonnan felállított milíciaezred és egy zászlóalj tartozott. Roswell S. Ripley dandártábornok, a szomszédos 2. körzet parancsnoka kellett, hogy segítse katonailag, ha szövetségi támadás érte volna ebben az időszakban. Ripley jelentéséből tudjuk, hogy február 18-án még csak 1500 fő mozgóképes katonaság állt Evans rendelkezésére. A szövetségi hadsereg nem kísérelt meg nagyarányú támadást, de járőrei folyamatosan a dél-karolinai mocsarakat járták. Evans 1862. március 17-én foglyokat ejtett közülük, akiket Charlestonba küldött. Elhatározta, hogy megtámadja az Edisto Island-i bázisáról kitörni készülő szövetségi erőket. Utasítást adott Peter F. Stevens ezredesnek, hogy március 29-én hajnalban hajtson végre rajtaütést a Kis Edisto Islanden. Stevens lényegében saját veszteség nélkül két halott, ismeretlen számú sebesült és 21 fogoly veszteséget okozott az ellenségnek, mely visszamenekült flottája ágyúinak védelme alá. Evans erőit túl csekélynek gondolván nem forszírozta tovább a támadást. Április 29-én újabb összecsapást vívtak a Hale ágyúnaszáddal, mely a Dowdo-folyón hajtott végre rajtaütést.
Áprilistól május közepéig szeretett felesége meglátogatta állomáshelyén. Május 25-én nyolc századnyi katonával a John's Island mocsarában járőrözött, ahonnét az uniósok éppen eltávoztak. Körülbelül 200 rabszolgát gyűjtött össze és irányított vissza Charlestonba, hogy tulajdonosaik visszakaphassák őket. Május 28-án, Ripley áthelyezése után felettesük, John C. Pemberton vezérőrnagy átszervezését követően Evans a 2. katonai kerület élére lett kinevezve. Június 2-án Henry W. Benham uniós dandártábornok partra szállt a Battery Islanden és június 5-re már egy nagyobb erőt vont össze a James Islanden. Benham és Evans erői a következő tíz nap során több kisebb összecsapást vívtak egymással. Június 15-én Pemberton az 1. katonai körzet élére helyezte Evanst. Aznap délután T. G. Lamar ezredes már jelezte is a charlestoni-öböl bejáratánál elhelyezkedő Secessionville-ből, hogy valószínűleg meg fogják támadni. Evans a pozíciói tartására adott parancsot és erősítések küldését ígérte. Másnap hajnal előtt érkezett a hír, hogy az uniósok előrenyomulnak. Evans azonnal egy ezrednyi és egy zászlóaljnyi erősítést küldött, melyek időben érkeztek, hogy a második uniós roham visszaverésében részt vegyenek. Ezzel párhuzamosan az északiak Johnson Hagood ezredes erői ellen is támadást intéztek az Evans irányította vonal jobb szélén, ezért oda további erősítéseket küldött. Az ütközet a szövetségi erők visszavonulásával ért véget délelőtt tíz órakor. A körülbelül 200 halottat, sebesültet és eltűntet veszítő konföderációs erők kb. 700 fő veszteséget okoztak. Az uniós hadvezetés előtt világossá vált, hogy a védővonal túl erős és június végén teljesen kiürítette a James Islandet és visszavonult délebbre.

### A Virginia-félszigeten és az észak-virginiai hadjáratban
Július 13-án Pemberton üzenetet kapott Samuel Cooper tábornagytól, hogy Jefferson Davis elnök minden nélkülözhető erőt Richmondba küldeni kér, mivel a parti mocsarakban ez amúgy is a betegségek időszaka. Davis Pemberton erejének több mint felét Evans és Thomas F. Drayton vezetése alatt Virginiába vezényelte. Az Észak-Virginiai hadsereg parancsnoka, Lee július 28-án utasította Evanst, hogy jelentkezzen James Longstreet hadtesténél, aki saját hadosztályába osztotta be a dél-karolinai dandárt. Longstreet erői Malvern Hillnél vigyázták, nehogy McClellan Harrison's Landingbe visszavonult Potomac hadserege újra Richmond felé támadjon. Evans és Howell Cobb dandárja augusztus 5-én Malvern Hillnél meghiúsított egy uniós előrenyomulást, melyet D. H. Hill ágyútámadása váltott ki. Augusztus elején John Bell Hood két dandárja is megérkezett Richmondból, melynek ő volt ideiglenes parancsnoka. Longstreet egy hadosztályba vonta össze Evans dandárjával és mivel Evans volt a rangidős, ő vette át a parancsnokságot. Hood ezt nyilvánvalóan rosszul viselte.
Pár nappal később Evans vérhassal ágynak esett, de a hadsereggel tartott Gordonsville-be az Észak-Virginiai hadjáratra. Evans ideiglenes jelleggel parancsnokságot kapott G. T. Anderson ezredes dandárja fölött is, amely David R. Jones dandártábornok hadosztályához tartozott. Augusztus 23-án Evans dandárja átkergette a szövetségi hadsereg egy tüzéralakulatát a Rappahannock-folyó túloldalára. Evans parancsot adott Andersonnak, hogy keljen át a Rappahannockon és fogja el az ellenséges tüzérséget. A hidat azonban az északiak felgyújtották, majd lőni kezdték a túlparti déli gyalogságot. Evans huszonhét katonája esett áldozatul a kudarcos műveletnek és 84-en sebesültek meg.
Július 29-én Evans ideiglenes hadosztálya részt vette a Thoroughfare-hágón való átkelésben a Második Bull Run-i csatában. A támadóélt Hood texasi dandárjai képezték, a hadosztálytartalékot pedig a dél-karolinai dandár alkotta. Az éjjel leszálltával azonban Longstreet a döntő ellentámadás másnapra halasztása mellett döntött és visszavonta a hadosztályt. Július 30-án délután ugyanebben a formációban rohamozták meg a Groveton mögötti Chinn-dombot. Hood önálló műveleti szerepkörben működött a támadás közben, mikor a dandárok elszakadtak egymástól. A súlyos harcokban Evans öt gyalogezredéből kettőnek a parancsnoka elesett, kettőnek a parancsnoka megsebesült és az ötödiknek a parancsnokhelyettese sebesült meg.
Másnap a három dandár egyesült. Hood felderítői elzabráltak egy Jeb Stuart lovassága által zsákmányolt egészségügyi kocsisort. Evans utasította Hoodot a kocsik átadására, amit Hood megtagadott, arra hivatkozva, hogy az ő csapatai zsákmányolták. Evans az engedetlenséget nem tűrve letartóztatta Hoodot, melyet Longstreet helybenhagyott. Hoodnak a hadjáratból kiválva vissza kellett térnie Culpeper Court House-ba kivárni a bírósági tárgyalását. Lee azonban engedélyezte, hogy formailag őrizet alatt maradva Hood az alakulatával tartson.

### A marylandi hadjáratban az antietami csatáig
Lee szeptember 4-én átkelt az Észak-Virginiai hadsereggel a Potomac-folyón és betört Maryland nyugati felébe. Szeptember 7-én elfoglalták Fredericket, az állami fővárost, majd Lee részekre osztotta hadseregét. Longstreet hadteste északkelet felé indult és szeptember 11-én elfoglalta Hagerstownt. George B. McClellan vezérőrnagy váratlan támadása miatt a Longstreet hadtest szeptember 14-én visszafordult a South Mountain-hegység hágóit védelmező D. H. Hill-hadosztály segítségére sietve. Hill a súlyos helyzetben szétválasztotta a hadosztályt és Evans dandárját a Turner-hágó északi hegyeire, Hood erőit a Fox-hágó védelmének támogatására rendelte, melyet követően többet nem is egyesültek. Hood a South Mountain-i ütközet előtt még a sorok mögött letartóztatásban maradt, de miután texasi katonái egy emberként követelték őt, Lee annak ellenére felfüggesztette büntetését és visszahelyezte beosztásába, hogy Hood nem volt hajlandó elnézést kérni viselkedéséért, mi több emberei Hood aligha objektív emlékiratai szerint azt kiabálták, hogy "a pokolba Evansszel!".
A hosszú menetelés után sem a dél-karolinaiak, sem a texasiak nem jártak sikerrel a szövetségi alakulatok áttörésének megakadályozásában. A megmagyarázatlan okból egységei mögött jövő Evans dandárját Hill P. F. Stevens ezredes vezetésével Robert E. Rodes dandárjának támogatására küldte, mely a Turner-hágóért folyó ütközet bal szárnyán hátrált George G. Meade vezérőrnagy hadosztályának nyomása alatt. Evans a helyszínre érve értesült róla, hogy Hood és Evander M. Law dandárjait elvették tőle, így dél-karolinai dandárja felett akarta átvenni a parancsnokságot és hadsegéd öccsét küldte Stevens után, hogy álljanak meg. A szorongatott Rodes éppen akkor kért segítséget Stevenstől, aki megállította embereit és futárokat szétküldve új utasítást kért Evanstől. Mielőtt azonban az megjöhetett volna, Rodes dandárját visszanyomták oda, ahol Stevens is állt és harcba kellett bocsátkoznia. Az erősítés megakadályozta az összeomlást a balszárnyon és Rodes teljes bekerítését, de ennél többet nem érhetett el a támadók háromszoros létszámfölénye mellett. A kukoricamező kerítése mentén brutális tűzharc bontakozott ki és John P. Hatch szövetségi hadosztályának sikerült a konföderációs jobbszárny megfutamítása. A déli erők még mindig tartották a hágót, de az összes lényeges magaslati pontot elveszítették. Ezalatt besötétedett és ennek leple alatt a konföderációs erőket Lee kivonta Sharpsburg felé. A visszavonulást Evans megtépázott erői zárták. 550 fős, eredetileg is aprócska gyalogsága 210 embert vesztett South Mountainnél, és az erőltetett menetek, valamint a járványszerű hasmenéses betegség miatt kidőlők miatt önmaga árnyékává vált.
Másnap Longstreet hivatalossá tette a Hood-dandárok áthelyezését. Evans csak a saját és G. T. Anderson dandártábornok kb. 600 fős dandárja irányításával, valamint egy üteg tüzérséggel védte az Antietam-patak hídját a Boonesboróból jövő útnál. Szeptember 15-én és 16-án nem voltak súlyos harcok, de Evans járőrei állandó tűzpárbajt folytattak az uniós járőrökkel és mesterlövészekkel. Szeptember 17-én hajnalban megindult az uniós támadás az Antietam-patak mentén, de a Boonsboróba vezető út mentén speciel nem voltak heves harcok. A két dandár dél körül jutott szerephez, mikor Evans a konföderációs balszélről menekülő emberek összegyűjtését és felsorakoztatását kapta feladatul. Evans jelentése szerint stábja 250 főt gyűjtött össze a további harcra. A dandár tüzérsége, a Macbeth üteg pontos lövésekkel sikeresen visszaűzött egy uniós vontatott üteget, mely átkelt az Antietam-patakon.

### 1862 ősze, Virginiából Észak-Karolinába
A Shenandoah-völgyben erejét visszanyerő Észak-Virginiai hadseregben Evans egyre nyugtalanabb lett emberei felszerelése és az éhezésig fajulóan szűkös ellátmány miatt. A hidegre forduló időben a dél-karolinai éghajlathoz szokott katonáknak nemhogy téli ruházatuk nem volt, de egyenruha helyett mocskos rongyok lógtak a testükön. Eső idején mindannyian a fák alatt álldogáltak, mert egyetlen sátorral sem rendelkeztek. Evans kizárt dolognak tartotta, hogy így a telet kibírnák és Lee-hez fordult áthelyezési kérelmével. Lee a kérelmet elutasította, mivel senkit nem tudott nélkülözni.
1862 novemberében azonban a szövetségi flotta és a hadsereg kombinált műveletben portyát indított Tarboro ellen Észak-Karolinában, mely meghozta a vágyott áthelyezést Kinstonba. A hadügyminisztérium féltette a Petersburg és Wilmington közötti vasútvonalat a Tarboro-portyához hasonló szövetségi rajtaütésektől és annak védelmére egy dandár áthelyezését kérte Lee-től. Lee ezelől már nem térhetett ki és az első hadtestre testálta a veszteséget. Longstreetet bízta meg a kiválasztásával, Longstreet választása pedig, valószínűleg stábjának lesújtó véleménye miatt Evansre esett. Lafayett McLaws azonban meleg hangú levelet küldött, melyben sajnálkozását fejezte ki Evansék távozása felett.
A katonák örültek, hogy közelebb kerültek otthonukhoz. November 5-én a Macbeth-üteg ágyúit felrakodták a vasúti kocsikra, útravalót főztek, majd a dél-karolinai dandár maga is felkapaszkodott a nyitott kocsikra és szállingózó hóesésben elindultak a fővárosba. Hóvihar alakult ki és a vonat vesztegelni kényszerült, így a katonák nagyon fáztak. Mikor a dandár a petersburgi vasútvonalra való átszálláshoz Richmondon keresztülvonult az egyik nézelődő csak az utolsó ezredben 25 katonát számolt meg, aki lábbeli nélkül menetelt a hóban. A petersburgi vonat is nyitott volt és a behavazott falócákat látva a katonák tömegével szállták meg az egyetlen zárt kocsit. Evans sikertelenül próbálta a neki és stábjának előkészített kocsit a katonáitól visszafoglalni.

### Észak-Karolina és a Goldsboro-portya

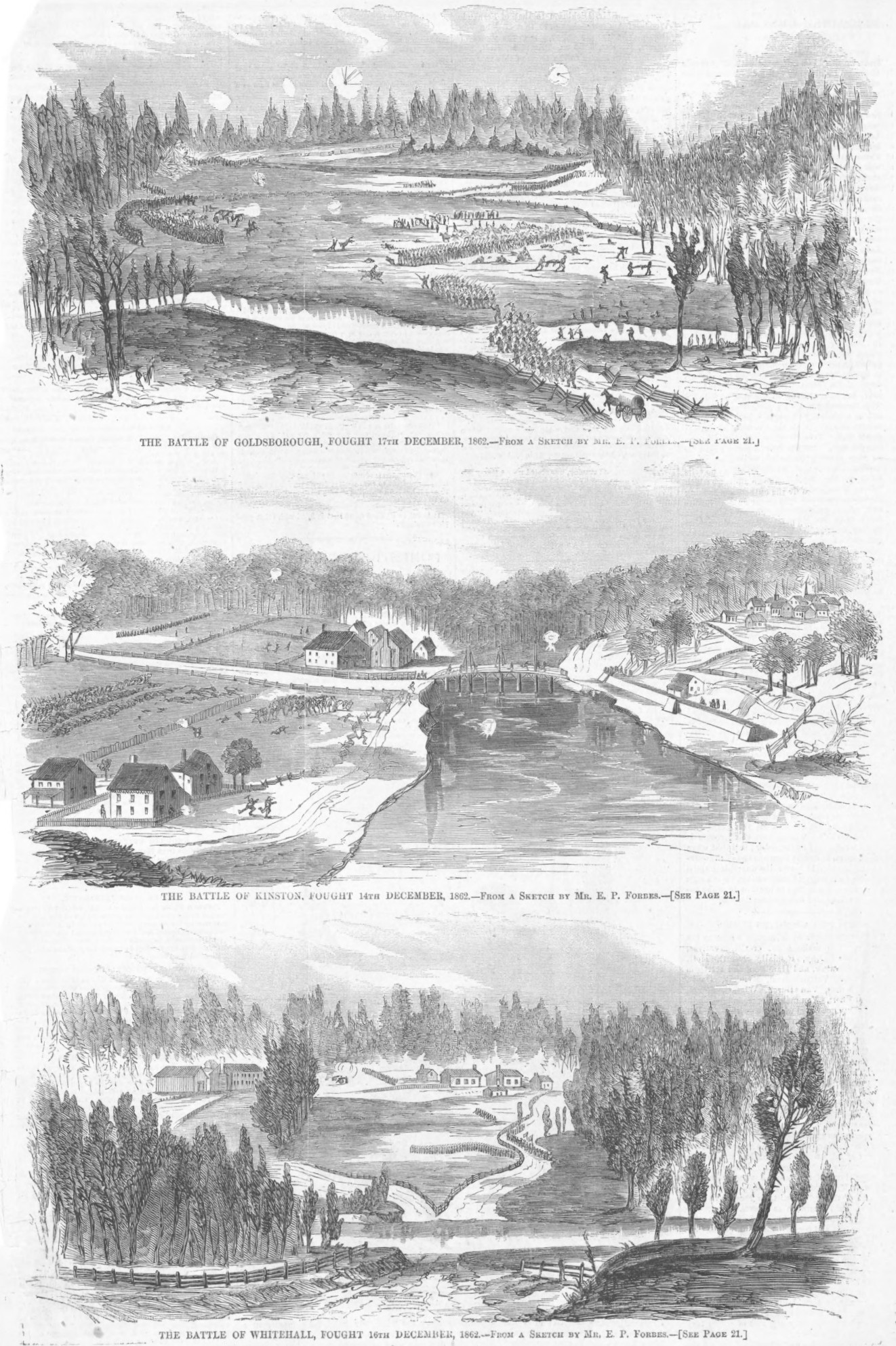
A Harper's Weekly illusztrációja a Goldsborói, a Kinstoni és a Whitehalli ütközetekről.

Megérkezése után Evans csapatai a Neuse-folyó és a Roanoke-folyó közti terület ellenőrzését látták el. A dandár központja Kinstonban volt, kb. 50 kilométerre a február óta szövetségi ellenőrzés alatt levő New Berne-től, ahol egyre nagyobb szövetségi haderő gyülekezett. Az uniós cél a szárazföldi blokád néven emlegetett stratégiai koncepció megvalósítása volt, mely szárazföldi hídfőállásokból célozta a konföderációs csapatokat és ellátmányt szállító vasútvonalak megszakítását. Evans kb. 2000 katonája az úgynevezett Wilmington&Weldon vasútvonalat védte, melyet 1862 novemberének végén indított Tarboro Expedíció keretében a szövetségi haderő egyszer már megtámadott, kiváltva ezzel Evans és dandárja áthelyezését. A Tarboro Expedíció Ambrose Burnside Fredericksburg elleni támadását volt hivatva támogatni az Észak-Virginiai hadsereg utánpótlási vonalának elvágásával. Ami a Tarboro Expedícióban nem sikerült, azt a december közepén felújított virginiai támadás támogatására tervezett Goldsboro Expedíció során kellett volna megvalósítani.
December 11-én 12 000 fő uniós katona elhagyták New Berne-t és Kinston felé indult. Evans erőit kb. 50 kilométeres szakaszon szórta szét és éppen Greenville-ben tartózkodott, mikor a támadás híre elérte, így időbe telt, míg csapatait össze tudta szedni. A szövetségi erők december 13-án harcolva átkeltek a Southwest-patakon. Evans visszavonult a túlerő elől, de mire az este leszállt kb. 2000 konföderációs katonát tudott felsorakoztatni a Neuse-folyó mentén a Kinstonba vezető híd előtti állásban. December 14-én reggel John G. Foster vezérőrnagy folytatta az előrenyomulást. A jól megválasztott konföderációs állásból jövő puska- és ágyútűz feltartóztatta a szövetségi ezredeket, de miután oldalról indítottak támadást, Evans visszavonulást rendelt el. Ezt a parancsot a konföderációs jobbszárnyon több száz katona nem kapta meg és folytatta a harcot. A Neuse túlpartján levő konföderációs tüzérség viszont azt a parancsot kapta, hogy nyisson tüzet rájuk, így már kétfelől is lőtték őket, majd mikor a hídon át vissza akartak vonulni, azt a parancs szerint felgyújtották. Összesen 400 konföderációs katona nem tudott csatlakozni társaihoz és fogságba esett.
Rövid ágyúzás után Foster Potter ezredest küldte a túlpartra, aki Evans megadását követelte. Evans tudta, hogy G. W. Smith vezérőrnagy, az észak-karolinai adminisztratív hivatal vezetője erősítéseket indított el, így időt kell nyernie és megtagadta a fegyverletételt. A kiújuló szövetségi ágyúzást másfél órára megakasztva a város civil lakosságának evakuálására felhasználandó tűzszünetet kért, melybe Foster lovagiasan beleegyezett. Evans visszavonta saját erőit is Kinstonból, mely így 140 fő veszteség árán uniós ellenőrzés alá került. Reggel Foster visszatért a Neuse déli partjára és tovább nyomult Goldsboro felé. Két nappal később, még mindig 32 kilométerre Goldsborótól Foster elővédje felégetett hidat talált White Hallnál, melyet Beverly H. Robertson dandártábornok Evans lovasságával kiegészült lovassága és lovassági ütege ellenőrzött a túlpartról és heves tűzpárbajt követően meghiúsított minden átkelési szándékot.
Goldsboróban Samuel G. French vezérőrnagy vette át a parancsnokságot. G. W. Smith rendelkezésére ekkor összesen már vagy 7-8000 fő katonaság állt, de ennek legnagyobb része nem bocsátkozott harcba a szövetségi csapatokkal. Ennek elmulasztása miatt Smith-t később leváltották. Evans és Clingman dandárjai egyenlőtlen küzdelmet folytattak Foster csapataival és a vasúti híd felgyújtását, valamint több kilométernyi vasúti sín felszaggatását nem sikerült megakadályozniuk. Koordinálatlan ellentámadásuk megállítása után azonban a szövetségi haderő feladatát teljesítve visszafordult New Berne felé.

### A bíróságon
A déli sajtó azt hitte, hogy az északi hadműveleti cél Goldsboro és környékének elfoglalása volt és felmagasztalta az előrenyomulást értékelésük szerint megállító Evanst és Clingmant, s csak abban nem értettek egyet, hogy melyikük érdemel több elismerést. Evans kinstoni veszteségeit a kritika feleslegesnek ítélte, s azzal vádolta, hogy nagy veszélynek tette ki csapatait ilyen nagy túlerejű ellenség megtámadásával. A védelmére kelő, Personne álnév alatt publikáló író rámutatott, hogy ha Evans Kinstonnál nem késlelteti a szövetségi előrenyomulást az ütközettel, akkor az Goldsborót még azelőtt bevehette volna, hogy az erősítések megérkeznek.
1862. december 25-én feleségének írt levelében Evans arról panaszkodott, hogy Fitzhugh W. McMaster és Spartan D. Goodlett ezredesek olyan hamis jelentéseket küldözgetnek és köröztetnek, mely igaztalanul vádolják őt ütközet alatti részegséggel. Kinstonnál Goodlett megtagadta, hogy ittas hadsegédje által továbbított kivitelezhetetlen parancsát végrehajtsa, mely a pusztulásba küldte volna ezredét. Goodlett dacolásának hírére Evans személyesen a helyszínre ment, visszavonta a parancsot, de letartóztatta Goodlettet. McMastert is letartóztatásba helyezte a „hamis jelentések” miatt és alapos megfontolás után vizsgálatot kért maga ellen az ügyben. A Goodlett által elővezetett vádak hadbírósági tárgyalásra csak 1863 februárjában került sor, ahol McMaster volt a fő tanú. McMaster vallomása alapján Evans alkoholt fogyasztott, de érthető parancsokat adott, melynek alapján felmentő ítélet született, kitérve rá, hogy a vádakat csakis maliciózus szándék vezérelhette. Evans ellenperelte McMastert, akit szintén felmentett a bíróság, ugyanúgy elítélve a vádló szándékait és Goodlettet, akit viszont elítéltek és leszereltek.
Az incidens azonban nem múlt el nyom nélkül. A Konföderációs kongresszusban ülő politikai szövetségesei, James L. Orr, O. R. Singleton, Albert G. Brown és William Porcher Miles Jefferson Davishez fordultak, hogy léptesse elő Evanst, de az elnök rendíthetetlenül ellenállt. McMaster és Evans a sírig ellenségek maradtak és Evans úgy gondolta, hogy vezérőrnagyi előléptetésének elmaradását McMasternek köszönhette.

### Charleston és Vicksburg
Mikor 1863 februárjának elején Evanst Kinstonból áthelyezték, a város 50 lakosa által aláírt köszönetnyilvánítást adtak át a tábornoknak a nagy fölényben levő ellenséges erők bátor és energikus cselekvéssel való késleltetéséért. Evans 1863. április 11-ig W. H. C. Whiting dandártábornok parancsnoksága alatt szolgált a Cape Fear körzetben. Evans úgy érezte, hogy Dél-Karolinában újabb katonákat toborozhatna, ezért egy Charlestonban állomásozó észak-karolinai dandárral felváltották egymást. Evans örömmel várta a hazalátogatást. Az április 26-án megérkező erőket azonban rövidesen, május 12-én Beauregard Mississippibe küldte, Joseph E. Johnston parancsnoksága alá. Dandárjának katonái elkeseredve vették tudomásul, hogy megint el kell hagyni hazájukat. Olyan tömegben hagyták ott az alakulatot, hogy meglátogathassák családjukat, hogy Dél-Karolina úgy döntött, utólagosan jóváhagyja az engedély nélküli eltávozást és büntetlenül jelentkezhetnek szolgálatra május 20-ig, mert különben nem maradt volna semmi a dandárból.
Johnston nem mert harcba bocsátkozni a Vicksburgöt ostromló Ulysses S. Grant vezérőrnagy csapataival, így Evans dandárja csak kisebb tűzharcokat vívott és demoralizáló visszavonulásokat hajtott végre. McMastert kevéssé bölcsen visszavezényelték Evans parancsnoksága alá, ahol folytatta az ellene való agitációt és megpróbálta Wade Hampton vezérőrnagyot ellene hangolni. Hampton Evans több törzstisztjének írt levelet arról érdeklődve, hogy vajon igazak-e McMaster vádjai miszerint Evans dehonesztálóan beszélt róla és működéséről, de semmi erre utalót nem talált. Evans ezért újra letartóztatásba helyezte McMastert. A hadi sikertelenség és Johnston irritáló hadvezetése miatt Evans visszakívánkozott a győzedelmes Észak-Virginiai hadsereghez, de még inkább Dél-Karolinába, ahol Charlestont újra uniós támadás fenyegette.

### Beauregard eltávolítási kísérletei
1863. augusztus 2-án Johnston azt a parancsot kapta az elnöktől, hogy küldje Evans dandárját tüzérsége nélkül a georgiai Savannah-ba, ahova hat nappal később meg is érkeztek. A georgiai körzet védelmét ekkor W. H. Mercer dandártábornok látta el, akinél Evans magasabb rangú volt. Beauregard, a Dél-Karolina, Georgia és Florida adminisztratív hivatal parancsnoka nem akarta Mercert leváltani, ezért Evans dandárját tartalékba helyezte és Samuel Coopernek azt táviratozta, hogy gondolják meg ezt az áthelyezést, mert a rangkülönbségnek előbb-utóbb érvényesülnie kell.
Augusztus közepén Evans hírét kapta, hogy sógora, John H. Gary százados súlyosan megsebesült a Charleston környéki harcokban és a családszerető Evans eltávozást kért, hogy meglátogathassa. Egészen fiatal rokona haláláig annak betegágya mellett maradt, és teljesen letörte tért vissza Savannahba. Augusztus 25-én Beauregard Charlestonba rendelte. Charlestonba visszaérve Roswell S. Ripley vezérőrnagy a partvidékre, Sullivan's Islandre rendelte, majd a kettőjük közt zajló levélváltás egyre karcosabb hangneme miatt Evans Beauregard-tól áthelyezését kérte. Ripley válaszként egy századost utána küldve letartóztatta. Evans az iránt érdeklődött, hogy mi a vád ellene, ezt azonban nem közölték. Több fellebbezést írt elöljáróinak, hogy legalább annak idejére függesszék fel a letartóztatását, míg az ellenséggel való konfrontáció fenyeget, de sikertelenül. Október 2-án a hadbíróság előtt Ripley a parancsoknak való engedetlenséggel vádolta meg. Október 17-én Evans hírt kapott, hogy megszületett második fia, akit sógora előtti tisztelgésül John Gary Evans névre kereszteltek.
November 2-án Evans börtöne előtt Henry A. Wise dandártábornok és virginiai csapatai adtak szerenádot, akik közül többen Evans parancsnoksága alatt szolgáltak a Balls Bluffi ütközet idején. Evans hálásan megköszönte a gesztust és a virginiai katonák hazafiságát és lovagiasságát méltatta. Másnap találkozott a Charlestonba utazó Jefferson Davisszel, aki ügye felkarolására tett ígéretet. Másnap Evanst a hadbíróság felmentette a vádak alól.
Beauregard Alfred Roman alezredes hadsereg-felügyelőt küldte kivizsgálni, miért vannak konfliktusai Evansnek beosztottaival. Szeptember vége felé a 22. dél-karolinai gyalogezred új parancsnokot kapott James H. Rion őrnagy személyében, aki október 25-én lesújtó állapotokat jelentett Roman alezredesnek. Roman november 6-án küldte meg jelentését Samuel Cooper hadsereg-főfelügyelő irodájának, melyben azt állapította meg, hogy Evans elvesztette a katonák többségének bizalmát és feladatait elhanyagolva a dandár egyes egységeinél a tisztek és a legénység képzettsége nem megfelelő. Beauregard ennek alapján nem volt hajlandó parancsnoki beosztásba visszahelyezni Evanst, aki több hónapig letartóztatásban maradt. Ennek feloldása után első dolga volt párbajra hívni McMastert, aki egy harmadik személy bírósági tárgyalásán újabb kirohanást intézett Evans ellen és röpiratban is agitált ellene. Több elérhetetlenség és halasztás után McMaster vallására, a presbiteriánus egyházban betöltött pozíciójára és katonai esküjére hivatkozva elutasította a párbajt. Evans az egész erről folytatott levelezést publikáltatta a Daily South Carolinian újság 1864. március 2-i kiadásában, beleértve a párbaj megszervezésére felkért John Cunningham véleményét, miszerint az elutasítással McMaster megszűnt úriembernek lenni. A konfliktus ezzel lezárult, bár a gyűlölet fennmaradt.

### A szolgálat véget ér
1864. április 14-én Samuel Cooper utasította Beauregard-t, hogy küldje Evans dandárját Wilmingtonba. Két nappal később kocsijának eresztéke szétesett és lovakat megfékezni próbáló Evans feje a kövezetnek ütődött, homlokáról a bőr leszakadt. Eszméletlenül és heveny vérzéssel vették orvosi kezelésbe. Dandárja vezetését Stephen Elliott dandártábornok vette át, aki Petersburg lövészárkaiban vezette az egységet két hónappal később bekövetkező haláláig. A dandár a Kráter csatában súlyos veszteségeket szenvedett az állásai alá ásott akna felrobbanásakor. Érdemes megemlíteni, hogy az ütközetben a nagy ellenség, McMaster hősiesen harcolt és vezette az alakulatát.
Evans felépült sérüléséből, de parancsnoki beosztásba nem került. A hadügyminisztériumban kapott beosztást és Richmond elestekor az elnökkel együtt menekült Dél-Karolinába. Jefferson Davis sógoránál, Martin W. Garynél Cokesburyben töltött egy éjszakát 1865. május 1-jén. Május 2-án részt vette a konföderációs kabinet utolsó ülésén, majd Georgiában fogságba esett.
A háborút követően Evans Charlestonban megpróbálkozott a gyapottermeléssel, de üzleti sikert nem ért el és nem elégítette ki. Iskolát alapított Cokesburyben, de a túl kevés tanítvány miatt inkább az alabamai Midwayben lett középiskolai igazgató. 1868-ban itt halt meg és a cokesbury-i Tabernacle Cemetery temetőjében lett örök nyugalomra helyezve.

## Emlékezete
W. H. F. „Rooney” Lee tábornok, Robert E. Lee fia, azt írta róla:
"Shanks" Evans, ahogy hívták, a katonai akadémián végzett, Dél-Karolinából származott és a második dragonyosezredben szolgált, s jó példa volt a hebehurgya és energikus katonákra, akik közül oly sokan szolgáltak ugyanabban a megbecsült alakulatban. Evans annak megtiszteltetésében részesült, hogy ő kezdhette meg a harcot Manassasnél, úgyhogy azt is mondhatjuk, hogy ő adta le a háború első ágyúlövéseit.